# Костел Святого Андрія (Слонім)
Костел Святого Андрія  — фарний костел Св. Андрія апостола, пам'ятка архітектури пізнього бароко і рококо в місті Слонім, Білорусь.

## Історія
- 1490 — з ініціативи короля Казимира IV Ягайло в місті розпочато будівництво дерев'яної церкви. Вона стала першою значною фундацією в місті.

- 1493 — церкву висвятили.
- 1593 — через 100 років фундацією слонімського старости Лева Сапеги парафія отримала землі, де розмістили шпиталь, школу, будинок причту та цвинтар.

- В роки війни з Московією (1655—1661) костел поруйновано, службу божу правили в старій каплиці.

- 1775 — нині існуючий костел створено з ініціативи ксенза Франциска Анцути та віленського єпископа Гедройца.

- В роки 1-ї світової війни (1914—1918) костел зазнав пошкоджень і був відновлений у повоєнні роки. По війні 1941—1945 р. територія відійшла до СРСР, костел зачинили і радянська влада перетворила приміщення на комору солі.

- 1990 — розпочата реставрація костелу, якого повернули релігійній громаді.

## Опис споруди
Однонавний, зального типу. Склепіння — циліндричні, сягають позначки 14 метрів. Вівтар архітектурний у вигляді порталу з подвоєними бічними колонами та розірваним фронтоном. Серед вівтарних скульптур — янголи і святі. На аркаді з північного боку — хори. Інтер'єр прикрашено фресками, які реставорано в 1990—1993 рр.
Західний фасад хвилястий, двоярусний, оздоблений пілястрами і нішами для скульптур. Середня частина завершена складним, бароковим фронтоном. Філурний бароковий фронтон облямований круглими вежами в стилі рококо з бароковими дахами. Бічні фасади прикрашають високі напівциркульні вікна та пілястри, стіни — завтовшки 1,85 м. На даху — сигнатурка.

## Галерея

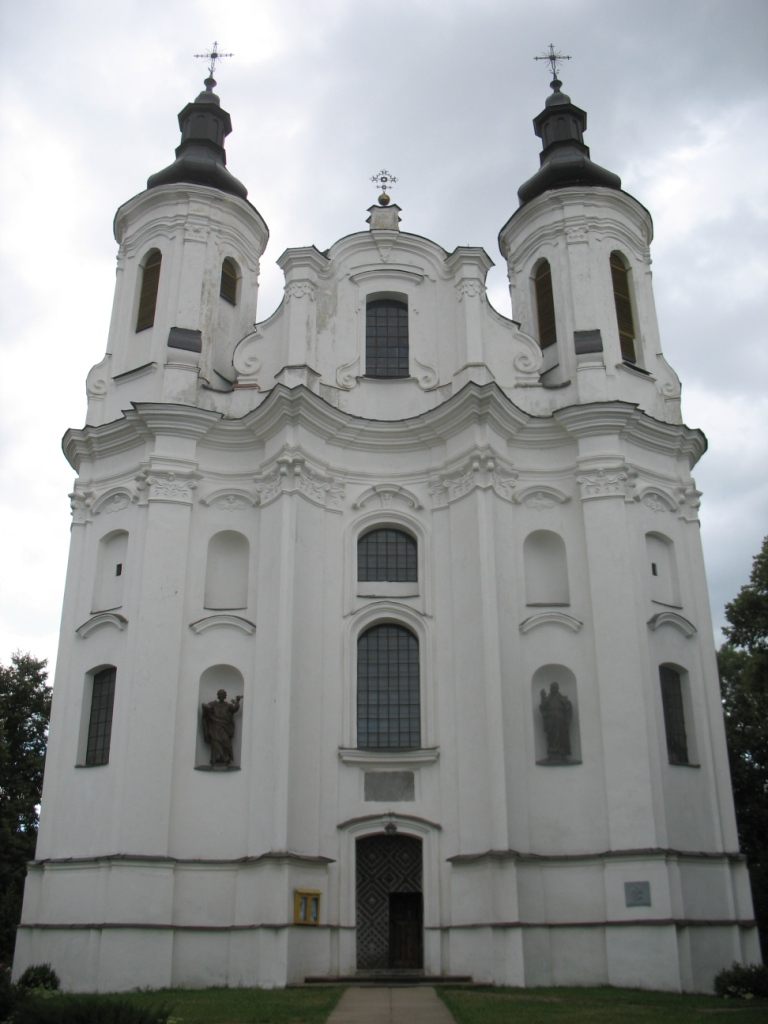
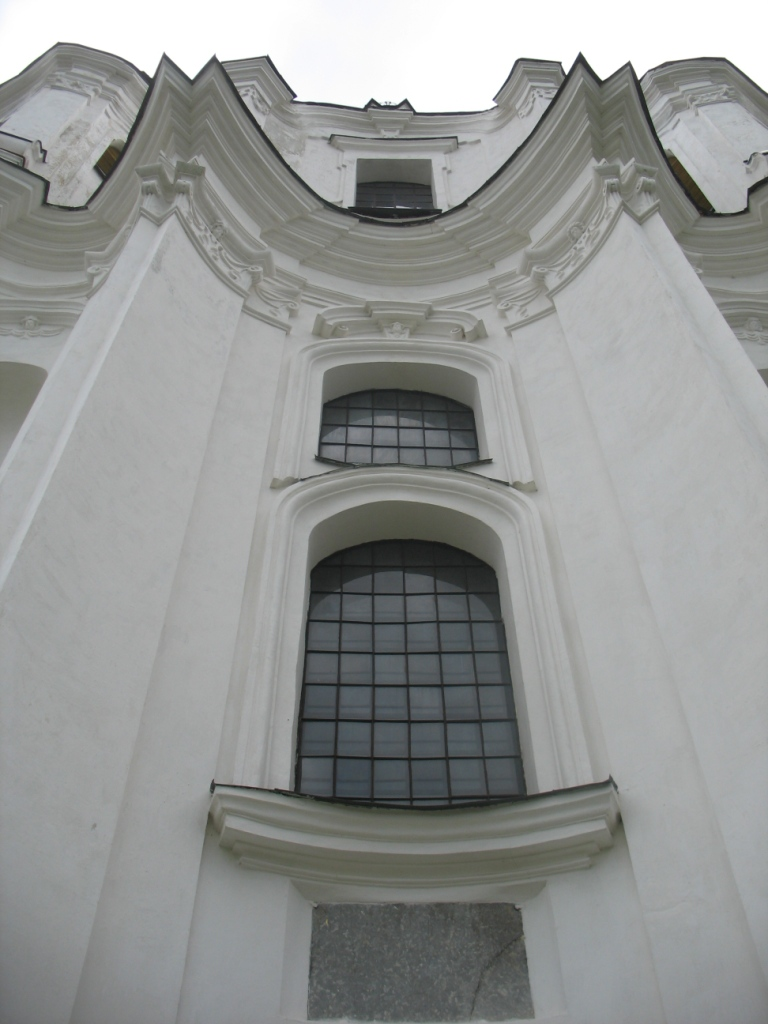
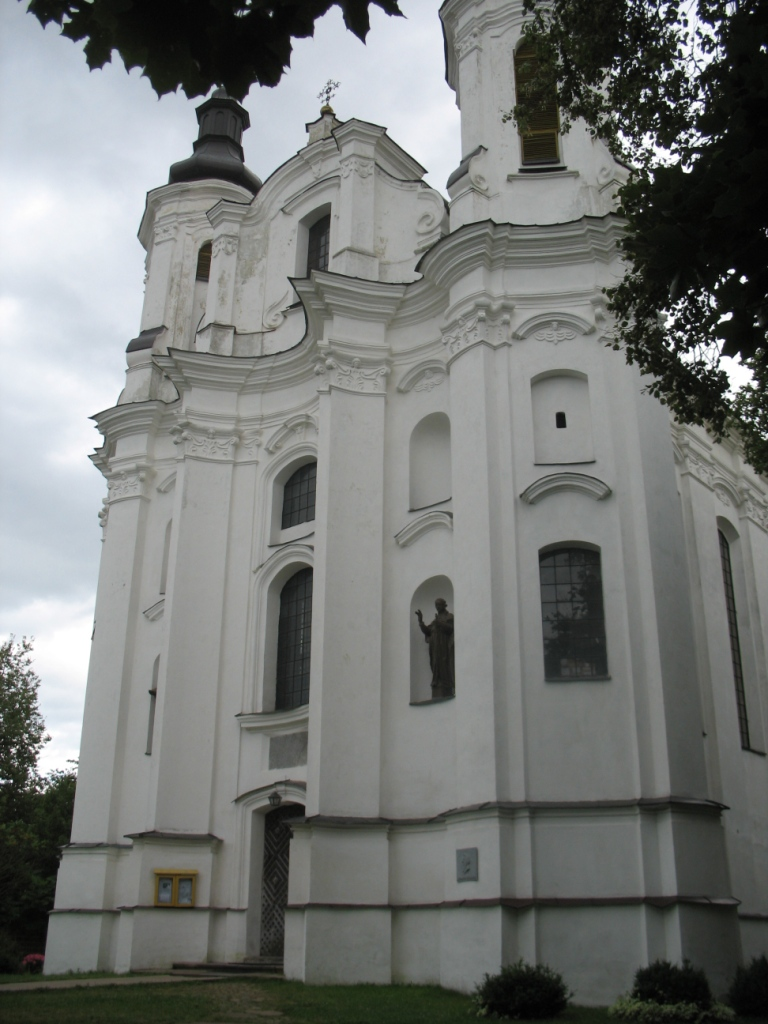